# INFO H
『INFO H』（インフォエッジ）は、NHK札幌放送局が制作し、NHK総合テレビの北海道向けに放送されていた日本の音楽番組である。

## 概要
2010年4月2日放送開始。複数のミュージシャンをライブを季刊放送する『LIVE H』のスピンオフ的音楽番組。主にミュージシャンへのインタビュー、音楽ランキング、スタジオトークで構成される。
番組名は「北海道（Hokkaido）の音楽ファンにエッジ（H）のきいた情報（INFO）を伝えたい」という思いから命名している。
スタジオトークでは、女子大生2名の日替わりMCを含めた8名の女子大生『H-Girls』（エッジ・ガールズ）が、木村愛里とスタジオトークを繰り広げるが、まれにミュージシャン以外のゲスト（鎌田理奈、登坂淳一など）がスタジオに乱入する場合もある。
2008年に新垣結衣のドキュメンタリー番組演出や「MUSIC JAPAN」の立ち上げにも参加した、「LIVE H」のスタッフでもあるNHKの大塚信広ディレクターが演出を担当している。
金曜深夜枠時代の最後の放送回となっていた2011年3月11日に東北地方太平洋沖地震（東日本大震災）が発生。同日に放送を予定していた分は同年4月16日の13時50分 - 14時に振り替え放送された。
同年5月13日より金曜夜10時放送のローカル枠『Generation H』枠に内包され、番組スタイルもリニューアルした。2012年3月で放送終了となった。

## 放送時間
2010年度
- 2010年4月2日 - 2011年3月4日：金曜深夜（土曜未明） 24:45 - 25:00

2011年度
- 2011年5月13日 - 2012年3月16日：金曜 22:25 - 22:40
『Generation H』枠内で放送。

## 出演者
- 木村愛里（メインMC）
- ベーベ(2011年度サブMC) - 青色の熊のCGキャラクター。木村愛里と共に『D+TV』や『D+RADIO』へ継続出演

H-Girls({}内出演当時の在籍出身大学)
- 國分優衣{北海学園大学}[3]
劇団フルーツバスケット[4][5]。UHBドラマ「君のもとへかける虹」出演。
- 田嶋麻由（）{北星学園大学文学部心理・応用コミュニケーション学科[6]}
1988年4月30日 - [7]。
- 寺下友香梨[8]{小樽商科大学[9]商学部経済学科}
ミスさっぽろ2009[10][11]。
- 西 優稀[12]{天使大学}
- 野屋敷 結(1990年9月28日 - ){北海道大学}
ミュージックトレーニングセンターHAURA[13]出身。学生バンドのギターボーカルを担当。[14]
- 堀井友梨香(12月15日 - )[15][16][17][18]{北星学園大学経済学部経済学科}[6]
ガールズバンド『ユビサキ物語』ドラマー[19]
- 山内 星来{藤女子大学}
FTCJ北海道メンバー[20]。劇団フルーツバスケット[5]/
- 山田悠理{北星学園大学文学部心理・応用コミュニケーション学科}
稚内市出身。後に「綾瀬りの」の芸名でフルーティーに参加[21]。

## コーナー
札幌シングルランキング
札幌市のCD店のシングルランキング。
インタビューアーティスト
H-Girlsがミュージシャンに女子大生がインタビュー。
リコメンドアーティスト
PICK UPアーティスト

## スタッフ
- CG制作：3KG
- 技術：播摩顕
- 撮影：藤原裕明
- 照明：吉村雅治
- 音声：藤川貴広
- 編集：吉田裕太
- 美術：室岡康弘
- 取材：吉田まゆみ
- 制作統括：大西健太郎
- 演出：大塚信広
- 制作・著作：NHK札幌放送局